# Suphisellus vicinus
Suphisellus vicinus là một loài bọ cánh cứng trong họ Noteridae. Loài này được Sharp miêu tả khoa học đầu tiên năm 1882.